# Oorlogsmonument Jan van Eijckstraat 47
Het Oorlogsmonument Jan van Eijckstraat 47 is een gedenkteken in Amsterdam-Zuid.
Aan de noord- en zuidrand van het Adama van Scheltemaplein stonden bij het uitbreken van de Tweede Wereldoorlog twee schoolgebouwen. Zij werden door de Duitse bezettingsmacht in beslag genomen en er werden de Sicherheitsdienst  en de Zentralstelle für jüdische Auswanderung in Amsterdam in gevestigd. Beide schoolgebouwen werden in 1944 getroffen door een bombardement van de geallieerden. Het zuidelijke gebouw was beschadigd maar kon hersteld worden en kreeg in 1945 een nieuw adres Gerrit van der Veenstraat 99. Het noordelijke gebouw aan de Jan van Eycklaan was dermate beschadigd dat er een nieuw gebouw werd neergezet, maar dat hield haar oorspronkelijke adres. 
De nieuwbouw vergde veel tijd, want de oude funderingspalen moesten verwijderd worden en de Nederlandse Staat wilde schuilkelders onder de nieuwbouw. Er was destijds (1957) sprake van een percentageregeling en zo werd aan kunstenaar Aart Rietbroek gevraagd een reliëf te leveren die de geschiedenis van de plaats zou weergeven. In de kelders werden mensen opgesloten die in het andere gebouw verhoord en gemarteld werden. Rietbroek gaf ze weer in enigszins vage gestalten, die desalniettemin geen onduidelijkheid liet bestaan wat hier gebeurd is. De Telegraaf van 10 december 1957 meldde een overeenkomst tussen dit beeld en de foto’s die verschenen van slachtoffers in en om bevrijde concentratiekampen. Het beeld werd aan een blinde zijgevel geplaatst die wijst naar de Rubensstraat. Het beeld meet 130 bij 240 bij 30 centimeter en draagt aan de onderzijde het monogram A R.